# 比尔·拉塞尔
威廉·費爾頓·羅素（英語：William Felton Russell，1934年2月12日—2022年7月31日），通稱比爾·羅素（Bill Russell），是前美國NBA職業籃球運動員，主要位置為中鋒。在1956至1969年為波士頓塞爾特人效力13個賽季。他帶領塞爾特人創下NBA史上空前的八連霸（1959-1966）、共得到11次總冠軍，是開創波士頓綠色王朝的主要領導者。

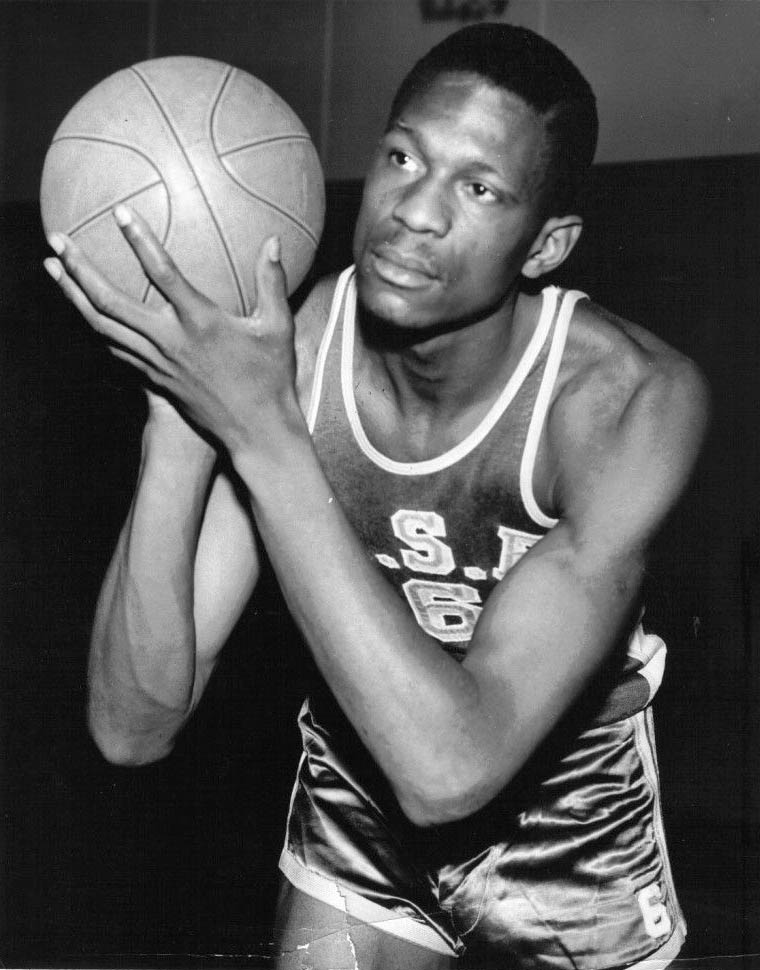
就讀舊金山大學時期的比爾·羅素。

羅素被許多球評廣泛認為是NBA歷史上最偉大的球員之一，生涯命中率高達4成以上。身高6英尺10（2.08米），臂長7英尺4（2.24米）。他的阻攻和防守能力是塞爾提克建立王朝的主要原因。此外他還激勵隊友提升自己的防守能力。羅素的籃板能力同樣顯著。曾經四次獲得NBA籃板王，有1000以上的籃板十幾連續兩個賽季，並保持第二的所有時間均總籃板數和場均籃板數。他是能在一場比賽中搶下50個以上籃板的仅有的兩名NBA球員之一（另一位是著名的對手威爾特·張伯倫）。儘管從未成為凱爾特人進攻的焦點，但羅素還拿下了14,522個生涯分數，並提供了有效的傳球。
作为塞爾提克隊史第一中锋，比爾·羅素於1971年入選NBA25週年紀念隊，1980年入選NBA35週年紀念隊。6号球衣在1972年3月12日被塞爾提克退役。1974年，拉塞尔入选奈史密斯篮球名人纪念堂。1996年，拉塞尔入选NBA50大巨星。在2009年NBA全明星周末，NBA總裁大衛·斯特恩宣佈NBA總決賽最有價值球員獎正式更名為「比爾·羅素NBA總決賽最有價值球員獎」，以紀念羅素11次獲得NBA總冠軍。2011年，巴拉克·歐巴馬授予羅素總統自由勳章，以表彰他在法庭和民權運動中的成就。
2017年6月16日，官方宣布拉塞尔荣获首届NBA终身成就奖。2021年，入選NBA75大球星。

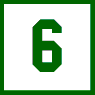
6號球衣為波士頓塞爾提克所退役。

## 職業生涯
拉塞尔是1960年代NBA的霸主，也是波士頓塞爾特人隊的核心人物。
在拉塞尔加入塞爾特人隊之前，隊上已有鮑勃·庫錫和比爾·沙爾曼兩位明星球員，進攻火力強勁，但防守卻不足以讓塞爾特人奪冠。1956年，塞爾提克總教練及總經理「红衣主教」奧巴治為了得到拉塞尔，於是以隊上的中鋒艾德·麥考利及新秀克里夫·黑根向圣路易斯老鷹隊交換拉塞尔，並以「地域指名」選到湯姆·海因索恩，聯同拉塞尔的大學隊友K·C·瓊斯組成了「綠色王朝」的基礎。
自拉塞尔加入NBA之後，塞爾特人隊漸漸以防守聞名於世，在進攻風潮盛行的1960年代中，拉塞尔帶來的防守風格逐漸改變聯盟的生態。在統計數據還未完善的年代，拉塞尔就已經用封阻和籃板來主宰比賽。
由于凯尔特人队前一年联盟第二的战绩，所以其选秀权太靠后而来不及选到拉塞尔。而且奥尔巴赫也想用球队选秀权去选本地圣十字大学的明星球员汤姆·海因索恩，这就意味着凯尔特人队必须放弃第一轮选秀权。所以奥尔巴赫开始去构思球员交换这个办法，这一次他选择了拥有当年第二选秀权的圣路易斯鹰队，鹰队的老板Ben Kerner希望谈关于选秀权的交易问题，其中的关键就是麦考利。这个6尺8的中锋是6届全明星而且是圣路易斯当地的人，篮球生涯也是从圣路易斯大学开始的。
拉塞尔直到当年12月才开始为凯尔特人打球，之所以隔了那么长时间是因为与此同时他还是1956年美国男篮奥运队成员，与此同时凯尔特人队已经有了一个13胜3负的开局，拉塞尔在余下的48场比赛里场均得到19.6个篮板， 这个成绩居联盟篮板榜首，在得分情况上还有平均14.7分的表现。
凯尔特人打出了当年NBA常规赛最佳战绩，顺利挺进季后赛，最终总决赛的对手是鲍勃·佩蒂特为核心的圣路易斯鹰队。在7场决胜制的比赛里两支球队交替领先直到最后一场波士顿的主场。此役海因索恩一人夺37分，但凯尔特人队始终不能把比分拉开。两队打了两个加时，塞爾提克以125：123取得了比赛的胜利，这也是球队的第一个总冠军。
受总冠军所激励，凯尔特人在1957-58赛季里以14连胜开局，在拉塞尔的第一个完整赛季里，他场均22.7个篮板再次排名第一。赛季初期对费城勇士队的比赛中，拉塞尔创纪录地半场抢下32个篮板，全场49个篮板。最终波士顿又一次打出了当年联盟常规赛最好战绩，以49胜23负在东区排名第一。
凯尔特人总决赛的对手还是在西区41胜31负的老鹰队。前两场比赛波士顿在主场一胜一负，之后拉塞尔由于踝伤缺席了剩余比赛，凯尔特人在剩下的三场里输了两场，从而丢掉了总冠军。拉塞尔被选为1957-58年联盟的MVP。不过他却只入选了当年的第二阵容。
拉塞尔在1958-59赛季又一次夺得了篮板王，表现是场均23个篮板，赛季前七场比赛里他场场拿下23+的篮板。拉塞尔同时也以善打关键球得到赞誉，不管是一场比赛还是整个赛季他都持续了这种风格。在季后赛里，他又使自己的篮板数达到了场均27.7个。凯尔特人在这个赛季连续第三次打进总决赛。在4：0横扫对手明尼阿波利斯湖人队之后，凯尔特人夺得总冠军。这个系列赛里拉塞尔的平均篮板达到了29.5个。
威尔特·张伯伦在1959-60赛季进入NBA，从此两人开始了一场长达十年的对抗。1959-60赛季凯尔特人再一次把常规赛成绩提高到59胜16负，期间还有一次17连胜。他们在分区决赛里击败了张伯伦的勇士队，然后再一次在总决赛里遇到了圣路易斯鹰队。在第二场里创下NBA篮板纪录，独取40个篮板（张伯伦1967年以41个篮板把它打破）。鹰队坚持到第七场，但是这场比赛却被拉塞尔控制，他贡献22分和35个篮板，率领凯尔特人以122：103取胜，并第二次卫冕总冠军。直到1965-66赛季的又一次总冠军凯尔特人夺得8连冠，奥尔巴赫退休。
拉塞尔於1966年接替阿诺·奥尔巴赫成為塞爾特人隊的總教練，成為NBA歷史上第一位黑人教練，並以教練兼球員的身分繼續帶領球隊。他带领波士顿打出了60胜21负的好成绩，但是凯尔特人在东区决赛里输给了费城76人队，那一年76人队68胜13负的战绩被认为是历史上最好的球队成绩之一，他们在第五场比赛中打败凯尔特人从而挺进总决赛。
1967-68赛季，在拉塞尔带领下重新夺回了总冠军的宝座．在东部赛区决赛里，球队在落后两场的不利局面下硬是打到第七场，对手还是张伯伦的76人队。离比赛结束还剩34秒的时候，凯尔特人以97：95领先，拉塞尔先是投中罚球，接着又封盖了Walker的投篮，并得到了Greer未投中的篮板，把球传给萨姆·琼斯，由后者完成了最后一击，以100：96夺得胜利。接下来的总决赛对洛杉矶湖人队，凯尔特人队用六场比赛重获冠军。
1968-69赛季凯尔特人常规赛48胜34负，波士顿人再次在总决赛第七场击败湖人拿下总冠军，此时的湖人队中有刚刚转会的张伯伦。在职业生涯的最后一场比赛中，拉塞尔拿下6分21篮板6助攻的数据。赛季结束后的6月30日，拉塞尔宣布退役。留下162勝83敗(直到被現任塞爾提克總教練布拉德·史蒂文斯執教勝場紀錄給超越)。

## 退休生活
退休後，羅素先後於西雅圖超音速和薩克拉門托國王擔任總教練，然而成績平平。由於NBA1984年的勞資協定，教練薪資不計算在球隊團隊薪資中，球隊也不能支付球員合約以外的薪資，為了避免球隊以勞資協議漏洞來補強球隊，協定中明令禁止現役球員兼任總教練。本規定也宣告，像拉塞尔球員兼總教練的例子，在NBA將不會再發生。
2022年7月31日，羅素安詳逝世，享壽88歲。为纪念拉塞尔，NBA联盟和NBA球员工会联合宣布，全联盟将永久退役拉塞尔所穿的6号球衣。

## 與張伯倫的關係
提到拉塞尔，必定會提及宿敵威爾特·張伯倫（Wilt Chamberlain）。從50年代末期一路對抗至60年代，羅素與張伯倫在球場上是在禁區寸土必爭的死對頭。張伯倫是史無前例的進攻機器。他擁有著216公分的身高和極大的力量，且有著長人中少見的籃球天份。在個人进攻數據方面，張伯倫擁有滿滿的偉大紀錄，並曾經有過拿下單場100分的偉大壯舉。拉塞尔無法與其相比。但人們都普遍認為， 拉塞尔的強項在於防守，無論是個人還是團隊的防守，均讓人認定拉塞尔優於張伯倫，這也是許多球評普遍認為拉塞尔能夠多次奪冠的主要原因。羅素更是長年卡住了張伯倫的冠軍之路，讓張伯倫不斷成為失敗者，一直活在羅素的陰影之中。張伯倫與羅素的世仇情節也是當時最熱門的話題，矛盾相爭的激烈爭鬥一度讓兩人長達20年沒有和對方說話。因為戒指數遠低於羅素，張伯倫常被批評是一個自私、過度被高估的球員。直到羅素和張伯倫親自見面並道歉後雙方關係才逐漸破冰。離開了球場之後，羅素與張伯倫是相知相惜的好友，兩人在賽前、賽後會相約在餐廳、酒吧聚餐。當張伯倫在1999年心臟病發去世時，羅素是第一個被告知的。在張伯倫的葬禮頌詞中，羅素說他不認為自己與張伯倫是對手，而今後他們也將會是“永遠的好朋友”。

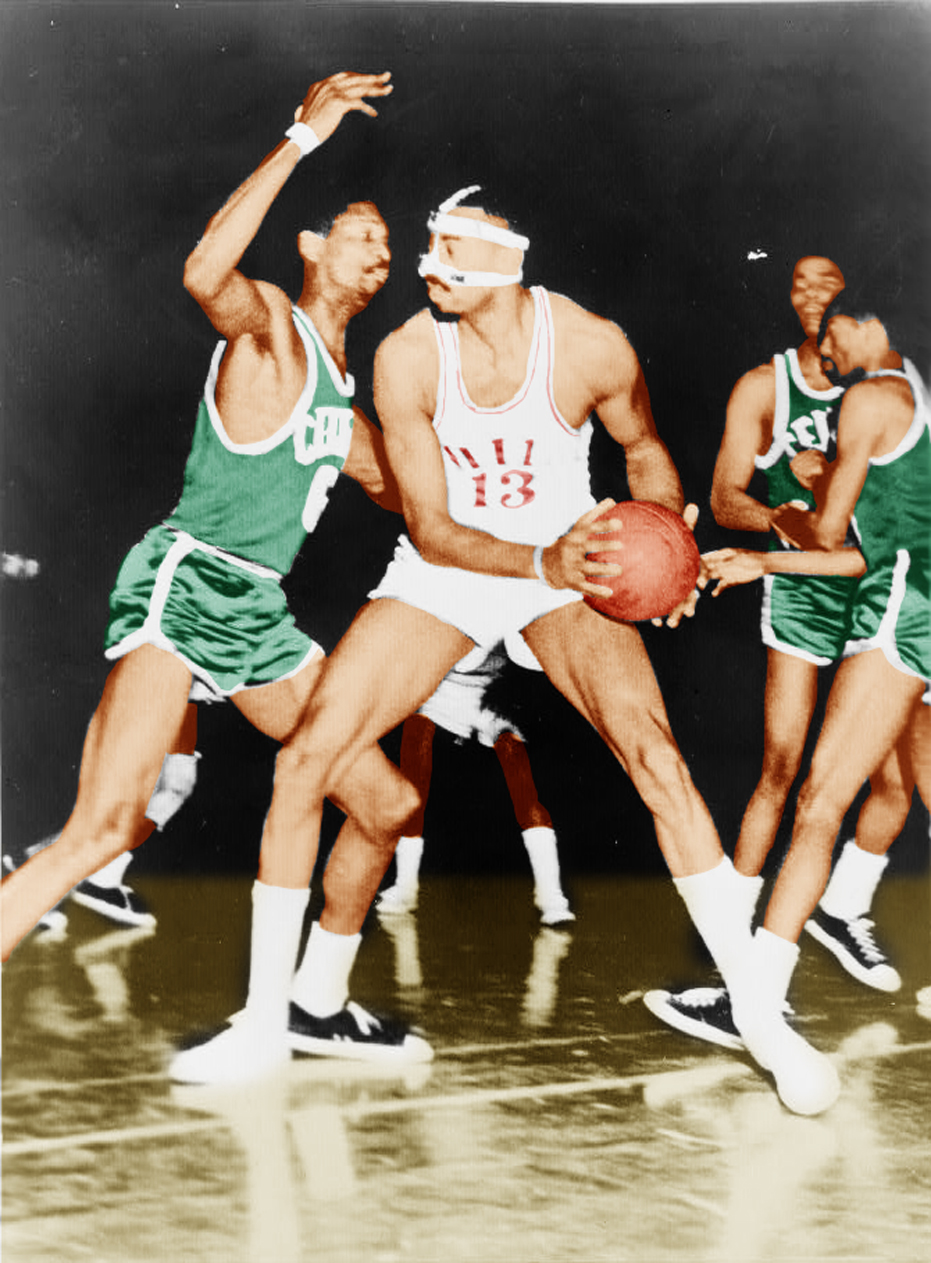
羅素與費城七六人的威爾特·張伯倫對位。

## 接受戒指
在2019年11月16日，时年85歲的羅素時隔45年終於領取了自己的名人堂戒指。羅素于1975年入選奈史密斯篮球名人纪念堂，但是當時他卻拒絕出席頒獎儀式，理由為個人原因，並沒有詳談。在當天羅素也說出了當年不出席儀式的真正原因，因為他拒絕成為第一名進入名人堂的黑人球員，所以他一直在等待查克·库珀（NBA歷史上第一位被選中的黑人球員）入選，羅素認為自己不能在查克·库珀之前接受名人堂戒指(查克·库珀于2019年9月入選名人堂)。

## 獎項和榮譽
作為球員:
- NBA總冠軍（1957、1959–1966、1968、1969）
- NBA最有價值球員（1958、1961–1963、1965）
- 12入選NBA全明星賽（1958（英语：1958 NBA All-Star Game）–1969（英语：1969 NBA All-Star Game））
- NBA全明星賽MVP（1963（英语：1963 NBA All-Star Game））
- 11次入選NBA最佳陣容:

- NBA年度第一隊（1959、1963、1965）
- NBA年度第二隊（1958、1960–1962、1964、1966–1968）

- 1次入選最佳防守陣容:

- NBA最佳防守陣容第一隊（1969）

- NBA籃板王（1958、1959、1964、1965）
- 6号球衣为波士頓塞爾提克所退役
- NBA75週年紀念隊（2022）
- NBA50週年紀念隊（1997）
- NBA35週年紀念隊（英语：NBA 35th Anniversary Team）（1980）
- NBA25週年紀念隊（英语：NBA 25th Anniversary Team）（1971）
- NCAA全美共識第一隊（1955（英语：1955 NCAA Men's Basketball All-Americans）、1956（英语：1956 NCAA Men's Basketball All-Americans））

作為教練:
- NBA總冠軍（1968、1969）

### NBA生涯紀錄
- NBA歷史上總籃板排行榜第二（21620個）
- NBA歷史上生涯平均籃板第二（2245個）
- NBA歷史上最多總冠軍戒指（11枚）

## 主教练战绩
| 隊伍           | 年份    | 常規賽 | 常規賽 | 常規賽 | 常規賽 | 常規賽         | 季後賽           |
| 隊伍           | 年份    | 比賽   | 勝     | 負     | 勝率   | 排名           | 季後賽           |
| -------------- | ------- | ------ | ------ | ------ | ------ | -------------- | ---------------- |
| 波士顿凯尔特人 | 1966–67 | 81     | 60     | 21     | .741   | 東部赛区第二名 | 東部分区决赛失利 |
| 波士顿凯尔特人 | 1967–68 | 82     | 54     | 28     | .659   | 東部赛区第二名 | 赢得NBA总冠军    |
| 波士顿凯尔特人 | 1968–69 | 82     | 48     | 34     | .585   | 東部赛区第四名 | 赢得NBA总冠军    |
| 西雅圖超音速   | 1973–74 | 82     | 36     | 46     | .439   | 太平洋区第三名 | 未进入           |
| 西雅圖超音速   | 1974–75 | 82     | 43     | 39     | .524   | 太平洋赛第二名 | 第二轮失利       |
| 西雅圖超音速   | 1975–76 | 82     | 43     | 39     | .524   | 太平洋赛第二名 | 第一轮失利       |
| 西雅圖超音速   | 1976–77 | 82     | 40     | 42     | .488   | 太平洋赛第四名 | 未进入           |
| 沙加緬度國王   | 1987–88 | 58     | 17     | 41     | .293   |                | 辞职             |
| 總計           | 總計    | 631    | 341    | 290    | .540   |                | 兩次NBA总冠军    |

## 職業生涯數據

### NBA例行賽數據統計
| 賽季     | 球隊 | GP  | GS  | MPG   | FG%  | 3P% | FT%  | RPG   | APG | SPG | BPG | PPG  |
| -------- | ---- | --- | --- | ----- | ---- | --- | ---- | ----- | --- | --- | --- | ---- |
| 1956–57† | BOS  | 48  | ... | 35.3  | 42.7 | ... | 49.2 | 19.6* | 1.8 | ... | ... | 14.7 |
| 1957–58  | BOS  | 69  | ... | 38.3  | 44.2 | ... | 51.9 | 22.7* | 2.9 | ... | ... | 16.6 |
| 1958–59† | BOS  | 70  | ... | 42.6* | 45.7 | ... | 59.8 | 23.0* | 3.2 | ... | ... | 16.7 |
| 1959–60† | BOS  | 74  | ... | 42.5  | 46.7 | ... | 61.2 | 24.0  | 3.7 | ... | ... | 18.2 |
| 1960–61† | BOS  | 78  | ... | 44.3  | 42.6 | ... | 55.0 | 23.9  | 3.4 | ... | ... | 16.9 |
| 1961–62† | BOS  | 76  | ... | 45.2  | 45.7 | ... | 57.5 | 23.6  | 4.5 | ... | ... | 18.9 |
| 1962–63† | BOS  | 78  | ... | 44.9  | 43.2 | ... | 55.5 | 23.6  | 4.5 | ... | ... | 16.8 |
| 1963–64† | BOS  | 78  | ... | 44.6  | 43.3 | ... | 55.0 | 24.7* | 4.7 | ... | ... | 15.0 |
| 1964–65† | BOS  | 78  | ... | 44.4  | 43.8 | ... | 57.3 | 24.1* | 5.3 | ... | ... | 14.1 |
| 1965–66† | BOS  | 78  | ... | 43.4  | 41.5 | ... | 55.1 | 22.8  | 4.8 | ... | ... | 12.9 |
| 1966–67  | BOS  | 81* | ... | 40.7  | 45.4 | ... | 61.0 | 21.0  | 5.8 | ... | ... | 13.3 |
| 1967–68† | BOS  | 78  | ... | 37.9  | 42.5 | ... | 53.7 | 18.6  | 4.6 | ... | ... | 12.5 |
| 1968–69† | BOS  | 77  | ... | 42.7  | 43.3 | ... | 52.6 | 19.3  | 4.9 | ... | ... | 9.9  |
| 生涯     |      | 963 | ... | 42.3  | 44.0 | ... | 56.1 | 22.5  | 4.3 | ... | ... | 15.1 |

### NBA季後賽數據統計
| 賽季     | 球隊 | GP  | GS  | MPG  | FG%  | 3P% | FT%  | RPG    | APG | SPG | BPG | PPG  |
| -------- | ---- | --- | --- | ---- | ---- | --- | ---- | ------ | --- | --- | --- | ---- |
| 1956–57† | BOS  | 10  | ... | 40.9 | 36.5 | ... | 50.8 | 24.4   | 3.2 | ... | ... | 13.9 |
| 1957–58  | BOS  | 9   | ... | 39.4 | 36.1 | ... | 60.6 | 24.6   | 2.7 | ... | ... | 15.1 |
| 1958–59† | BOS  | 11  | ... | 45.1 | 40.9 | ... | 61.2 | 27.7   | 3.6 | ... | ... | 15.5 |
| 1959–60† | BOS  | 13  | ... | 44.0 | 45.6 | ... | 70.7 | 25.8   | 2.9 | ... | ... | 18.5 |
| 1960–61† | BOS  | 10  | ... | 46.2 | 42.7 | ... | 52.3 | 29.9   | 4.8 | ... | ... | 19.1 |
| 1961–62† | BOS  | 14  | ... | 48.0 | 45.8 | ... | 72.6 | 26.4   | 5   | ... | ... | 22.4 |
| 1962–63† | BOS  | 13  | ... | 47.5 | 45.3 | ... | 66.1 | 25.1   | 5.1 | ... | ... | 20.3 |
| 1963–64† | BOS  | 10  | ... | 45.1 | 35.6 | ... | 55.2 | 27.2   | 4.4 | ... | ... | 13.1 |
| 1964–65† | BOS  | 12  | ... | 46.8 | 52.7 | ... | 52.6 | 25.2   | 6.3 | ... | ... | 16.5 |
| 1965–66† | BOS  | 17  | ... | 47.9 | 47.5 | ... | 61.8 | 25.2   | 5   | ... | ... | 19.1 |
| 1966–67  | BOS  | 9   | ... | 43.3 | 36.0 | ... | 63.5 | 22.0   | 5.6 | ... | ... | 10.6 |
| 1967–68† | BOS  | 19  | ... | 45.7 | 40.9 | ... | 58.5 | 22.8   | 5.2 | ... | ... | 14.4 |
| 1968–69† | BOS  | 18  | ... | 46.1 | 42.3 | ... | 50.6 | 20.5   | 5.4 | ... | ... | 10.8 |
| 生涯     |      | 165 | ... | 45.4 | 43.0 | ... | 60.3 | 24.9 ‡ | 4.7 | ... | ... | 16.2 |

†代表該年度拿下總冠軍
‡代表為聯盟紀錄